# Техерия, Бакарчо
Мирен Бакарчо Техерия Отермин (баск. Miren Bakartxo Tejeria Otermin, род. 28 марта 1971) — баскский политик. С 2001 года — член Баскского парламента. С 20 ноября 2012 года она была назначена Главой  Баскского парламента.

## Биография
Родилась в правящей семье, еe дед и отец жили на ферме Ларрола в Ларрауле. Поскольку городок небольшой, она работала по соседству, а ее дедушка Ласаро, а также еe отец, дядя и племянник были мэрами. Родители Бакарчо — Ласаро Техерия Амонаррис (баск. Lazaro Tejeria Amonarriz) из Ларраульдара и Хошепа Отермин Саралеги (баск. Joxepa Otermin Saralegi) из Наварры
Член совета города Вильябона (1999–2011 годы). В 2003-2007 годах была мэром Вильябоны от партии БНП.
На выборах в парламент Басков 2001 года она была избрана членом парламента по списку Гипускоа. С тех пор она была активным членом парламента от группы Эуско Аберцаля в течение шести сроков, последние три - в качестве президента законодательного органа.

## Личная жизнь
Летом 2001 года она вышла замуж за адвоката Жоанеса Лабайена и с тех пор живет в Доностии. У пары четверо детей: Либе (2005 г.), Мадди (2009 г.), Лука и Андер. Два сына—близнеца родились в августе 2016 года в Гастейсе